# Хиди (село)
Хиди (груз. ხიდი) — село в Грузии, на территории Хонийского муниципалитета края (мхаре) Имеретия.

## География
Село находится в западной части Грузии, на левом берегу реки Цхенисцкали, на расстоянии приблизительно 8 километров (по прямой) к северо-востоку от города Хони, административного центра муниципалитета. Абсолютная высота — 204 метра над уровнем моря.

## Население
По результатам официальной переписи населения 2014 года, в Хиди проживало 113 человек (56 мужчин и 57 женщин). В национальной структуре населения грузины составляли 100 %.
| Год  | Население, человек |
| ---- | ------------------ |
| 2002 | 160                |
| 2014 | ↘ 113              |